# .cf
.cf ist die länderspezifische Top-Level-Domain (ccTLD) der Zentralafrikanischen Republik. Sie wurde am 24. April 1996 eingeführt und wird vom ortsansässigen Unternehmen Société centrafricaine de télécommunications (kurz SOCATEL) mit Hauptsitz in Bangui verwaltet. Nachdem .cf viele Jahre nicht genutzt worden war, begann die aktive Nutzung am 1. Mai 2013 mit der sogenannten Sunrise Period für Markeninhaber. Jede natürliche oder juristische Person darf eine .cf-Domain registrieren, ohne einen Sitz im Land vorweisen zu müssen; Adressen müssen zwischen vier und 63 Zeichen lang sein. Domains können gratis auf der Webseite der Vergabestelle registriert werden.